# Делі Ібрагім
Делі Ібрагім (араб. دالي براهيم; д/н — 14 серпня 1710) — 10-й дей Алжиру з березня до серпня 1710 року.

## Життєпис
Відомостей про нього обмаль. Був небожем дея Мухаммада II, після повалення якого яничарами в березні 1710 року захопив владу. Втім згодом погиркався з яничарським оджаком, наслідком чого стало вбивство Делі Ібрагіма, в якого один з яничарів вистрелив з мушкета. Новим деєм став Баба Алі.